# Deuterostomer
Deuterostomia (från grekiska "annanmun", ibland deuterostomer,) är en grupp av djur. Djurriket är, förutom några enkla grupper som nässeldjuren, på en grundläggande nivå uppdelat i två huvudgrupper, protostomer och deuterostomer. De två grupperna identifierades redan för över hundra år sedan utifrån fundamentala skillnader i den tidiga fosterutvecklingen. Man har med DNA-metoder under sent 1900-tal kunnat bekräfta att deuterostomerna utgör en monofyletisk (en "naturlig") grupp.
Det finns tre nu levande grupper som definitivt tillhör deuterostomerna:
- Ryggsträngsdjur (Chordata) — allt från sjöpungar till människor.
- Tagghudingar (Echinodermata) — sjöstjärnor, sjöborrar, och deras släktingar.
- Svalgsträngsdjur (Hemichordata) — ollonmaskar och deras släktingar.

Eventuellt hör även den utdöda gruppen Vetulicolia till Deuterostomia. Pilmaskar räknas ibland också till deuterostomerna.

Hos både prostomerna och deuterostomerna växer det befruktade ägget först till en ihålig boll av celler kallad blastula, och därefter dras ena sidan av bollen in i innandömet så att embryot blir skålformat, en process som kallas gastrulation. "Skålen" kallas gastrula. Skålens innandöme utvecklas till det vuxna djurets mage. Både protostomer och deuterostomer har som vuxna ett "enkelriktat" matsmältningssystem med en mun i ena änden och ett anus i andra änden. Den fundamentala skillnaden mellan dem är att hos protostomer blir den ursprungliga öppningen i gastrulan till mun, medan hos deuterostomer blir den till anus.